# Dicranomyia (Dicranomyia) fullawayi phaeoptera
Dicranomyia (Dicranomyia) fullawayi phaeoptera is een ondersoort van de tweevleugelige Dicranomyia (Dicranomyia) fullawayi uit de familie steltmuggen (Limoniidae). De ondersoort komt voor in het Australaziatisch gebied.